# Sarcham-e Soflá
Sarcham-e Soflá (persiska: سَرچَمِ پائين, سَرچَم پَئين, سَر چَم, سرچم سفلى, Sarcham-e Pā’īn) är en ort i Iran.   Den ligger i provinsen Zanjan, i den nordvästra delen av landet, 300 km nordväst om huvudstaden Teheran. Sarcham-e Soflá ligger 1 166 meter över havet och antalet invånare är 248.
Terrängen runt Sarcham-e Soflá är huvudsakligen platt, men åt nordost är den kuperad. Sarcham-e Soflá ligger nere i en dal.Runt Sarcham-e Soflá är det ganska glesbefolkat, med 47 invånare per kvadratkilometer. Närmaste större samhälle är Gomeshābād, 15,2 km söder om Sarcham-e Soflá. Trakten runt Sarcham-e Soflá består i huvudsak av gräsmarker.